# 八雲インターチェンジ
八雲インターチェンジ（やくもインターチェンジ）は、北海道二海郡八雲町立岩にある道央自動車道のインターチェンジ。

## 歴史
- 2006年（平成18年）11月18日：国縫IC - 八雲IC間が開通[1][2]。
- 2009年（平成21年）10月10日：八雲IC - 落部IC間が開通[3]。
- 2018年（平成30年）12月 : IC番号を「17」から「9」に変更[注 1]。

## 周辺
付近には遊楽部川が流れており、八雲市街にも近い。
- 遊楽部公園
- 日本フードパッカー道南工場
- さらんべ公園
- 社会福祉法人 渓仁会 コミュニティホーム八雲

## 接続する道路
- 直接接続
  - 国道277号

- 間接接続
  - 国道5号

## 料金所
- ブース数：4

### 入口
- ブース数：2
  - ETC専用：1
  - 一般：1

### 出口
- ブース数：2
  - ETC専用：1
  - 一般：1

## 隣
E5 道央自動車道
(8)落部IC - 八雲PA（北海道立噴火湾パノラマパーク） -  (9) 八雲IC - (10)国縫IC